# 山本佐門
山本 佐門（やまもと さもん、1942年11月7日 - 2013年7月28日）は、日本の政治学者。学位は、法学博士（北海道大学・論文博士・1970年）（学位論文「ドイツ社会民主党リーダーの政治路線-一八九〇年～一九一四年カール・カウツキーを中心として」）。北海学園大学名誉教授。和歌山県生まれ。

## 略歴
- 1965年 北海道大学法学部卒業
- 1970年6月 北海道大学大学院法学研究科博士課程修了
- 1970年7月 北海道教育大学釧路分校講師
- 1972年 北海道教育大学釧路分校助教授
- 1980年 北海学園大学法学部法律学科教授
- 1986年 北海学園大学大学院法学研究科教授
- 1987年 北海学園大学法学部学部長（1990年まで）
- 1999年 北海学園大学法学部政治学科教授
- 2005年 北海学園大学大学院法務研究科教授（兼担・政治学）
- 2013年 北海学園大学定年退職。同名誉教授
- 2013年7月28日 急性硬膜下血腫のため死去[1]。70歳没。

### 学外における役職
- 札幌都市研究センター理事長
- 北広島市史編集委員

### 所属学会
- 日本政治学会・日本比較政治学会・日本環境会議など

## 人物・エピソード
- スポーツはテニスと野球が好き。福岡ソフトバンクホークスのファンで、講義でも物事を野球に例えて説明することがあった。
- 荒木俊夫が逝去した際に、荒木所蔵の蔵書を一旦引取り、その後、「荒木文庫」として大学付属図書館に寄贈したという。

## 研究領域・学問態度
- ドイツの連邦制が専門ということもあり、日本とドイツの政治形態を比較し、「日本が現在進める道州制もドイツの連邦制を参考にした方が良い」と唱えていた。
- 専門は、政治学・ドイツ政治史。社会民主主義の過去・現在や、多元主義的国家論、連邦制についてが主な研究だった。

## 主要著書

### 単著
- 『ドイツ社会民主党とカウツキー』（北海道大学図書刊行会、1981年）
- 『民主主義の政治学』（北樹出版、初版1992年・再改訂版1996年）
- 『ドイツ社会民主党日常活動史』（北海道大学図書刊行会、1995年）
- 『現代国家と民主政治』（北樹出版、初版2005年・改訂版2010年）

### 共著
- ヨーロッパ現代史研究会編『国民国家の分裂と統合』（分担執筆、北樹出版、1988年）
- （清水昭典）・（十亀昭雄）ほか『地域からの政治学』（窓社、初版1991年・増補新版2版1996年）

## 恩師
- 矢田俊隆（ドイツ政治史分野）
- 富田容甫（政治原理論分野）

## 門下生
- 小野一 - 工学院大学工学部准教授
- 大場崇代 - 北海学園大学・小樽商科大学・北海道教育大学・北海道工業大学・旭川大学・藤女子大学・酪農学園大学・千歳科学技術大学・札幌大谷大学などの非常勤講師
- 東原正明 - 福岡大学法学部准教授、元北海学園大学法学部非常勤講師、元外務省在オーストリア大使館専門調査員